# Piper basilobatum
Piper basilobatum är en pepparväxtart som beskrevs av Trel. & Yunck.. Piper basilobatum ingår i släktet Piper och familjen pepparväxter. Inga underarter finns listade i Catalogue of Life.